# Legea lui Metcalfe

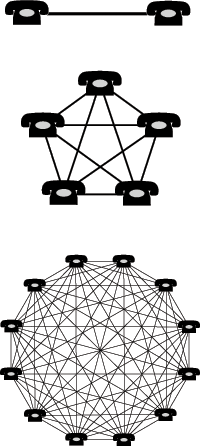
Două telefoane pot să creeze o singură conexiune, cinci pot crea 10 conexiuni, și doisprezece pot realiza 66 de conexiuni.

Legea lui Metcalfe este o lege matematică care afirmă că valoarea unei rețele de comunicații este proporțională cu pătratul numărului de utilizatori conectați la sistem (n2). Prima dată formulată în această formă de către George Gilder în 1993, și atribuită lui Robert Metcalfe în legătură cu Ethernet, legea lui Metcalfe a fost prezentată în original în anii 1980, nu în termeni de utilizatori, ci în puncte de comunicare compatibile ( de exemplu, mașini de fax).
Legea lui Metcalfe caracterizează multe din efectele de rețea ale tehnologiilor de ccomunicații moderne precum Internet, rețea socială, și World Wide Web. Se poate calcula matematic numărul de conexiuni unice într-o rețea de n noduri, aceasta fiind exprimat ca un  numărul triunghiular n(n − 1)/2, care este proporțional cu n2 asimptotic.
Legea este de obicei descrisă folosind exemplul mașinilor de fax; un singur fax este nefolositor, dar valoarea fiecărui fax crește în funcție de numărul total de faxuri existent în rețea, pentru că numărul total de oameni care pot trimite și primi faxuri este exponențial pentru fiecare fax adăugat.
Legea lui Metcalfe este mai mult o metaforă sau o metodă euristică decât o lege matematică clară. Cuantificarea valorii unei rețele depinde de mai mulți factori decât numărul potențial de contacte, pe care aceasta îl oferă. Utilitatea socială a unei rețele depinde de numărul de noduri în contact sau de afinitatea nodurilor respective. De exemplu, într-o rețea dacă utilizatorii chinezi și non-chinezi nu pot comunica între ei, utilitatea rețelei trebuie recalculata pentru cele două subrețele separat.